# Hugh Segrave
Sir Hugh Segrave o Seagrave (... – 4 febbraio 1386 (o 1387?)) è stato un politico inglese.
Fu Lord Cancelliere d'Inghilterra e Lord gran tesoriere sotto il Re Riccardo II.

## Biografia
Nel 1371 fu incaricato di trattare con il conte di Fiandra Luigi II.
Dopo la morte di Edoardo III nel 1377, Segrave divenne amministratore della casa di Riccardo II e fu nominato in un consiglio di reggenza de facto, che rimase operativo fino al 1378. 
A seguito della Peasant's Revolt (rivolta dei contadini) del 1381 e la decapitazione del Lord Cancelliere da parte dei rivoltosi, il re affidò temporaneamente a Segrave il Gran Sigillo, nominandolo Lord Cancelliere, e quindi, nello stesso anno, lo nominò Lord gran tesoriere di Inghilterra.
Segrave lasciò l'incarico nel 1386 e morì il 4 febbraio dello stesso anno o dell'anno successivo.

## Possedimenti
Nel 1362 acquistò il maniero di Burghfield (Berkshire) da Gilbert Burghfield. Nel 1370 egli e sua moglie ottennero dal padre della moglie, Sir John Botetourt, una rendita annuale di 100 marchi dal maniero di Bordesley (Birmingham, Warwickshire). Nel 1380, gli fu assegnato a vita il maniero di Hitchin (Hertfordshire). Nel 1383 acquistò il maniero di Brucebury (Kempton, Bedfordshire).

## Famiglia
Sposò prima del 28 giugno 1870 Isabel Botetourt, da cui non ebbe figli.